# Isaak Lipnitzky
Isaak Oskarowitsch Lipnitzky (* 25. Juni 1923 in Kiew; † 25. März 1959 ebenda) war ein ukrainisch-sowjetischer Schachmeister und -autor.

## Leben
Issak Lipnitzky wurde 1923 in Kiew als Sohn von Oscar Lipnitzky und dessen Ehefrau Sima geboren. Während seiner Jugend war er Mitglied des Kiewer Jugendschachklubs, ebenso wie der ein Jahr jüngere Dawid Bronstein. Eine frühe Partie der beiden findet sich in Bronsteins Buch „Der Zauberlehrling“. Während des Zweiten Weltkriegs kämpfte Lipnitzky in Stalingrad. Dies bedeutete eine Unterbrechung fast aller schachlicher Aktivitäten. Erste bedeutende Erfolge verzeichnete Lipnitzky mit dem Gewinn der ukrainischen Meisterschaft 1949 und dem geteilten 2. bis 4. Platz bei der sowjetischen Meisterschaft 1950. Lipnitzky starb 1959 im Alter von 35 Jahren an Polyzythämie, einer Krankheit, bei der zu viele feste Blutbestandteile gebildet werden.

## Sportliche Erfolge
- Geteilter 2.–4. Platz, sowjetische Meisterschaft, 1950[3]
- Ukrainischer Meister 1949 und 1956
- Gewinn der sowjetischen Vereinsmeisterschaft 1954 mit Spartak[4]

Aufgrund der restriktiven sowjetischen Reisebestimmungen konnte Lipnitzky niemals an internationalen Turnieren teilnehmen, in einzelnen Partien besiegte er aber mehrfach Weltklassespieler, darunter die späteren Weltmeister Wassili Smyslow und Tigran Petrosjan

## Veröffentlichungen
Lipnitzky ist Autor des Buches Fragen der modernen Schachtheorie, das posthum zu einem Klassiker der sowjetischen Schachschule wurde.